# Sardoine Mia
Sardoine Mia est une artiste plasticienne congolaise née le 30 mai 1998 à Pointe-Noire, en République du Congo.

## Biographie
Autodidacte, Sardoine Mia aussi connue sous le pseudonyme Sardoine.art peint son observation du monde. Ayant vécu de son enfance à sa majorité au Congo Brazzaville, elle s'inspire de son expérience sur les questions de liberté citoyenne pour façonner le monde idéal dans ses œuvres,.
Son travail dans l'art contemporain s'étend aux mediums de la peinture, du dessin et de l'installation.

### Carrière
Sardoine Mia commence sa vie professionnelle dans le centre d'art contemporain Les Ateliers SAHM puis développe des partenariats avec l'institution Suisse Arbeistgruppe Gästeatelier Krone Aarau
.Elle reçoit en 2021 la distinction néerlandaise PRINCE CLAUS SEED AWARD  et entre dans la collection d'art nationale congolaise en 2022.

### Prix et distinctions
- 2017 : Premier prix de peinture et bourse de recherche pour l'aide à la création, décerné par Les Ateliers Sahm lors de la 6e RIAC, Congo
- 2018 : Bourse de travail de la jeune artiste congolaise Gaesteateliers Krone Aarau, Suisse
- 2021 : Prince Claus Seed Award, distinction offerte par Prince Claus Fund, Pays-Bas
- 2021 : Deuxième prix de peinture remporté avec l'œuvre Haïku 2[9], au concours À vos pinceaux politiques, France
- 2022 : Faces of peace art prize, distinction offerte par Contemporary Art Curator Magazine, Madrid, Espagne
- 2022 : Certificat du mérite, Luxembourg Art Prize, Grand duché du Luxembourg
- 2022 : Mention spéciale du jury, Bruxelles Art vue, Bruxelles, Belgique

### Collections
- 2022 : Collection d'art du patrimoine national congolais, Brazzaville, Congo

### Expositions personnelles (sélection)
- 2019 : The Hell of Blue, Garage Bar, Aarau - Suisse
- 2021 : Elle se branche ou la prise de conscience ? Les ateliers SAHM, Brazzaville - Congo
- 2021 : La langue des oiseaux, Galerie Basango, Pointe-Noire - Congo
- 2022 : Le journal des étrangetés , Saint-Nazaire - France

### Expositions collectives (sélection)
- 2017 : Je te présente ma ville, 6e RIAC, Brazzaville – Congo
- 2018 : Éveil, Beat Street Awards, Institut Français du Congo, Brazzaville - Congo
- 2018 : Le corps parlant, 7e RIAC, Brazzaville - Congo
- 2018 : L’Age d’or, Les Ateliers SAHM, Brazzaville-Congo
- 2018 : Panafricain et pas qu’africain, H2K20 La fabrique de l’Homme, Brazzaville - Congo
- 2019 : Femme, femme, femmes ! Institut Français du Congo, Brazzaville-Congo
- 2019 : (E) Motions, Kongo Moko, Brazzaville-Congo
- 2019 : Réinventer le monde, 8e RIAC Brazzaville-Congo
- 2019 : Art et exile, Be Art Toulouse, Toulouse - France
- 2020 : D'un peintre à l'autre, Les Ateliers SAHM, Brazzaville - Congo
- 2021 : M'KE, KUB'ART Gallery, Quebec Canada
- 2022 : New contemporary, The unique world, Paks Gallery, Vienne, Autriche
- 2022 : Art between thoughts and spontaneity, Paks Gallery, Munich, Allemagne
- 2022 : Forging the future, Dak'art Biennale, Dakar, Sénégal
- 2022 : Salon art et bien-être, Le Loroux-Bottereau, France
- 2023  Les femmes artistes osent exposer, Halle blanc manteaux, Paris, France

## Résidences
- 2019 : 3 mois au GästeAtelier Krone Studio, Aarau, Suisse
- 2020-2021 : 6 mois aux Ateliers SAHM, Brazzaville, Congo
- 2021 : 3 mois à la Fondation Basango, Pointe-Noire, Congo

## Projets
- 2018 : Projet de fresque zéro faim, PAM Congo, Brazzaville – Congo
- 2019 : Organisatrice du festival Tô Sangana, Stade Michel d’Ornano, Brazzaville – Congo